# Papalotla de Xicohténcatl
Papalotla de Xicohténcatl è una municipalità dello stato di Tlaxcala, nel Messico centrale, il cui capoluogo è la omonima località.
La municipalità conta 26.997 abitanti (2010) e ha un'estensione di 24,46 km².
Il nome della municipalità è composto da Papalotla, che in lingua nahuatl significa luogo con abbondanza di farfalle, mentre la seconda parte è dedicata all'eroe Xicohténcatl, guerriero di Tlaxcala.